# Roth Mátyás
Roth Mátyás  (Kassa, 1818. – Anglia, 1891.) homeopata, tábori orvos az 1848–49-es forradalom és szabadságharcban.

## Élete
Nagyszülei Galíciából vándoroltak be, s bár Kassán 1840-ig zsidóknak nem volt szabad lakniuk, Roth Mátyás meglepő módon mégis ott született. 1834-ig Kassán tanult, főleg filozófiát, majd 1835-ben Bécsben volt orvostanhallgató. Paviában kapott orvosi oklevelet, mely hozzájárult ahhoz, hogy ezt az oklevelet később Angliában honosítsa. Az 1840. évi 29. tc. megengedte, hogy a zsidók bármely vidéken letelepedhessenek az országban, így Roth visszatért Kassára, és mint homeopata dolgozott, egészen 1849-ig. 1846-ban részt vett a  Magyar Orvosok és Természetvizsgálók gyűlésén. 
1848-ban egyik aláírója volt a magyarországi zsidók egyenjogúsítását kérelmező dokumentumnak. A szabadságharc alatt tábori orvosként működött, továbbá tanfolyamokat tartott a sebesültek ápolásáról. 1849-ben Batthyány Kázmér megbízásából (mivel Roth beszélt angolul és franciául,) levelekkel külföldre indult Pulszky Ferenchez és Teleki Lászlóhoz. Az osztrákok elfogták, s az olmützi börtönbe zárták, honnan később Bécsbe vitték, végül pedig elengedték. Roth Bécsből a francia fővárosba ment, majd Londonba. Itt, Pulszky Ferenc szavaival élve:  "rövid idő alatt hírnévre kapott", s mint kiváló orvos-író és gyakorló orvos vált híressé. Az emigrációban kapcsolatot tartott fenn Schöpf-Merei Ágosttal, Duka Tivadarral, Diósy Mártonnal, Pulszkyval és Rónay Jácinttal.
Roth élete végéig magyarnak vallotta magát, fiai viszont betagozódtak az angol társadalomba. Roth baráti körébe magyarok (Kossuth, Klapka) mellett beletartozott Louis Blanc, Paul Julius Reuter, illetve Leitner Gottlieb Vilmos orientalista. 
1888-ban vonult vissza, s franciaországi villájába költözött.  1891-ben még tolmácsként részt vett egy egészségügyi kongresszuson. Az év végén egy gyógyfürdőben leforrázta magát, majd pár nap múlva meghalt.
Rothnak 7 gyermeke volt, kik közül 4 választott orvosi pályát. Nagyobb ismertségre tett szert közülük Henry Ling Roth (1855-1925) antropológus, múzeumi kurátor, illetve Walter Roth (1861-1933) orvos, antropológus.

## Munkássága

### Homeopátia
Roth szerencsének mondható, mivel a homeopátia, melyhez csatlakozott, a 19. század közepén az orvostudomány egyik leghaladóbb ágazatának számított. Homeopataként mindvégig természettudományi alapon állt, s így nem fogadta el a "nagy hígítások elméletét", vagy azt, hogy a hígítással készített orvosságok megszabott módszerrel való rázásával új gyógyszer jön létre.

1849-ben, Roth Angliába érkezésével egy időben vált ki egy kisebb csoport az 1844-ben alapított brit homeopata egyesületből. Új egyesületet (Hahnemann Medical Society) hoztak létre, melyhez Roth is csatlakozott. Az egylet folyóiratában, a Homeophatic Times-ban alig két hónappal Londonba érkezése után már megjelent egy cikke, mely a hepatitiszről, illetve a hepatitisz homeopatikus gyógymódjáról szólt. 

### Gyógytorna
Roth nem sokáig maradt a homeopátiánál, hamarosan a gyógytorna mellett kötelezte el magát. Találkozott August Georgiival, aki mint Per Henrik Lingnek, a svéd torna létrehozójának tanítványa, nagy hatást gyakorolt rá. Roth jó ideig a svéd gyógytornával foglalkozott, s ennek eredményeképpen készült el első könyve (1851), melyben Per Henrik Ling gyógytornáját, illetve a gyógytorna filozófiáját ismerteti. 

1852-ben Londonban intézetet nyitott, melyben testi elferdüléseket gyógyított, illetve az egészségeseknek Roth asszisztensei gyógytornaórákat is adtak. Az intézethez tartozott továbbá egy "orosz" gyógyfürdő is. Brightonban hozta létre nem sokkal később második gyógytornaintézetét. Roth kezeltjei jobbára a munkásosztálybeliek voltak, ám megfordultak  nála polgári családok lányai is, mivel a kor divatos kelléke, a fűző deformálta az emberi testet. Sőt, a felsőbb osztályhoz tartozók is gyakran látogatták intézeteit, mivel a nyomorító betegségek őket sem kímélték. Rothnak nagyon jól jövedelmezett ez a munka, s már lehetősége nyílt hirdetni is. Ő kezelte többek közt Kossuthot, illetve Kossuth feleségét is.

### Egészségtan és testnevelés
A viktoriánus korban sokat vitatkoztak azon, hogy a szegénység, betegség, rossz városi körülmények, illetve a bűnözés között milyen kapcsolat van. Roth úgy gondolta, hogy a tudatlanság felszámolásával, számos probléma megoldódik. Ebben viszont - szerinte - csak állami intézkedés segíthet. Támogatta az iskolai orvosi vizsgálatok, illetve a Ling-féle gyógytorna katonaságban való bevezetését. Roth létrehozta a "tudományos testnevelés" (rational gymnastics) fogalmát, mely három részre oszlott: 
1. Az emberi test ismerete: anatómia és fiziológia
2. Egészséges életmód, a betegségek elkerülése végett (higiénia)
3. Ling-féle svéd torna (mely négy részből állt: gyógytorna, iskolai testnevelés, katonai edzés, esztétikus mozgásművészet)

Roth arra törekedett, hogy a tudományos testnevelést bevezessék a népiskolákban, s ennek érdekében előadásokat tartott, cikkeket írt a témáról. Úgy gondolta, hogy elsősorban a lányiskolákban kell bevezetni, mivel az egészséges és edzett fiatalasszonyok, akik higiéniai ismeretekkel is rendelkeznek, életerős gyermekeket hoznak világra, s így csökkentik a gyermekhalandóságot. Roth fáradhatatlanul harcolt a gyógytorna elterjesztéséért. Az Életképek 1876. november 15-ei száma így ír róla: "Szegény dr.Rothot sokszor kinevették idealisztikus törekvéseivel, de ő nem csüggedt, dolgozott tovább". Rothnak sikerült pár parlamenti képviselőt megnyerni az ügynek, s végül 1878-ban megkezdték a lányiskolák számára a tornászképzést.

## Művei
- The prevention and cure of many chronic diseases by movement (1851)
- Letter to the Rt.Hon. the Earl of Granville on the importance of rational gymnastics as a branch of national education (1854)
- A gyermekek nagy halandóságának okai és annak meggátlását előmozdító eszközök. London, 1869. (A m. orvosok és természetvizsgálók XIV. Munkálataiban. Pest, 1870. szintén megjelent)
- A plea for the compulsory teaching of the elements of physical education in our national elementary schools (1870)
- On school hygiene and scientific physical education. (London, 1876. ism. Életképek 138. sz.)
- On the neglect of physical education & hygiene by Parliament & the Educational Department (1879).